# 1519 Kajaani
1519 Kajaani (privremena oznaka 1938 UB), asteroid glavnog pojasa. Otkrio ga je Yrjö Väisälä, 15. listopada 1938. Ime je dobio po gradu Kajaaniju

## Vanjske poveznice
- Minor Planet Center

… |  1518 Rovaniemi  | 1519 Kajaani |  1520 Imatra | …